# UAE Tour 2019
1. ročník etapového cyklistického závodu UAE Tour se konal mezi 24. únorem a 2. březnem 2019 ve Spojených arabských emirátech. Celkovým vítězem se stal Slovinec Primož Roglič z týmu Jumbo–Visma. Na druhém a třetím místě se umístili Španěl Alejandro Valverde (Movistar Team) a Francouz David Gaudu (Groupama–FDJ).

## Týmy
Závodu se účastnilo všech 18 UCI WorldTeamů společně se dvěma UCI Professional Continental týmy. Každý z 20 týmů přijel se 7 jezdci, na start se tedy postavilo 140 jezdců. Do cíle v Dubaji dojelo 131 jezdců.
UCI WorldTeamy
- AG2R La Mondiale
- Astana
- Bahrain–Merida
- Bora–Hansgrohe
- CCC Team
- Deceuninck–Quick-Step
- EF Education First
- Groupama–FDJ
- Lotto–Soudal
- Mitchelton–Scott
- Movistar Team
- Team Dimension Data
- Team Jumbo–Visma
- Team Katusha–Alpecin
- Team Sky
- Team Sunweb
- Trek–Segafredo
- UAE Team Emirates

UCI Professional Continental týmy
- Gazprom–RusVelo
- Team Novo Nordisk

## Trasa a etapy
| Etapa         | Datum         | Trasa                       | Vzdálenost | Typ     | Typ                 | Vítěz                    |
| ------------- | ------------- | --------------------------- | ---------- | ------- | ------------------- | ------------------------ |
| 1             | 24. února     | Al Hudayriat - Al Hudayriat | 16 km      |         | Týmová časovka      | Team Jumbo–Visma         |
| 2             | 25. února     | Yas Island - Abú Zabí       | 184 km     |         | Rovinatá etapa      | Fernando Gaviria (COL)   |
| 3             | 26. února     | Al Ain - Jebel Hafeet       | 179 km     |         | Středně těžká etapa | Alejandro Valverde (ESP) |
| 4             | 27. února     | Palm Jumeirah - Hatta Dam   | 197 km     |         | Zvlněná etapa       | Caleb Ewan (AUS)         |
| 5             | 28. února     | Sharjah - Khor Fakkan       | 181 km     |         | Rovinatá etapa      | Elia Viviani (ITA)       |
| 6             | 1. března     | Ajman - Jebel Jais          | 175 km     |         | Horská etapa        | Primož Roglič (SLO)      |
| 7             | 2. března     | Safari Park Dubaj - Dubaj   | 145 km     |         | Rovinatá etapa      | Sam Bennett (IRL)        |
| Celková délka | Celková délka | Celková délka               | 1077 km    | 1077 km | 1077 km             | 1077 km                  |

## Průběžné pořadí
| Etapa          | Vítěz              | Celkové pořadí | Bodovací soutěž  | Soutěž mladých jezdců | Soutěž týmů      |
| -------------- | ------------------ | -------------- | ---------------- | --------------------- | ---------------- |
| 1              | Team Jumbo–Visma   | Primož Roglič  | neuděleno        | Laurens De Plus       | Team Jumbo–Visma |
| 2              | Fernando Gaviria   | Primož Roglič  | Fernando Gaviria | Laurens De Plus       | Team Jumbo–Visma |
| 3              | Alejandro Valverde | Primož Roglič  | Stepan Kurianov  | David Gaudu           | Bora–Hansgrohe   |
| 4              | Caleb Ewan         | Primož Roglič  | Stepan Kurianov  | David Gaudu           | Bora–Hansgrohe   |
| 5              | Elia Viviani       | Primož Roglič  | Stepan Kurianov  | David Gaudu           | Bora–Hansgrohe   |
| 6              | Primož Roglič      | Primož Roglič  | Stepan Kurianov  | David Gaudu           | Bora–Hansgrohe   |
| 7              | Sam Bennett        | Primož Roglič  | Elia Viviani     | David Gaudu           | Bora–Hansgrohe   |
| Konečné pořadí | Konečné pořadí     | Primož Roglič  | Elia Viviani     | David Gaudu           | Bora–Hansgrohe   |

## Konečné pořadí
|  | Označuje vítěze celkového pořadí.       |
|  | Označuje vítěze bodovací soutěže.       |
|  | Označuje vítěze soutěže mladých jezdců. |

### Celkové pořadí
| Pořadí | Jezdec                   | Tým                   | Čas         |
| ------ | ------------------------ | --------------------- | ----------- |
| 1      | Primož Roglič (SLO)      | Team Jumbo–Visma      | 26h 27' 29" |
| 2      | Alejandro Valverde (ESP) | Movistar Team         | + 31"       |
| 3      | David Gaudu (FRA)        | Groupama–FDJ          | + 44"       |
| 4      | Emanuel Buchmann (GER)   | Bora–Hansgrohe        | + 56"       |
| 5      | Wilco Kelderman (NED)    | Team Sunweb           | + 1' 04"    |
| 6      | Tom Dumoulin (NED)       | Team Sunweb           | + 1' 08"    |
| 7      | Dan Martin (IRL)         | UAE Team Emirates     | + 1' 11"    |
| 8      | James Knox (GBR)         | Deceuninck–Quick-Step | + 1' 29"    |
| 9      | Laurens De Plus (BEL)    | Team Jumbo–Visma      | + 1' 45"    |
| 10     | Michał Kwiatkowski (POL) | Team Sky              | + 1' 49"    |

### Bodovací soutěž
| Pořadí | Jezdec                   | Tým                   | Body |
| ------ | ------------------------ | --------------------- | ---- |
| 1      | Elia Viviani (ITA)       | Deceuninck–Quick-Step | 57   |
| 2      | Fernando Gaviria (COL)   | UAE Team Emirates     | 52   |
| 3      | Stepan Kurianov (RUS)    | Gazprom–RusVelo       | 52   |
| 4      | Primož Roglič (SLO)      | Team Jumbo–Visma      | 48   |
| 5      | Caleb Ewan (AUS)         | Lotto–Soudal          | 44   |
| 6      | Charles Planet (FRA)     | Team Novo Nordisk     | 43   |
| 7      | Sam Bennett (IRL)        | Bora–Hansgrohe        | 34   |
| 8      | Alejandro Valverde (ESP) | Movistar Team         | 30   |
| 9      | David Gaudu (FRA)        | Groupama–FDJ          | 24   |
| 10     | Matteo Moschetti (ITA)   | Trek–Segafredo        | 18   |

### Soutěž mladých jezdců
| Pořadí | Jezdec                       | Tým                   | Čas         |
| ------ | ---------------------------- | --------------------- | ----------- |
| 1      | David Gaudu (FRA)            | Groupama–FDJ          | 26h 28' 13" |
| 2      | James Knox (GBR)             | Deceuninck–Quick-Step | + 45"       |
| 3      | Laurens De Plus (BEL)        | Team Jumbo–Visma      | + 1' 01"    |
| 4      | Maximilian Schachmann (GER)  | Bora–Hansgrohe        | + 1' 12"    |
| 5      | Pavel Sivakov (RUS)          | Team Sky              | + 3' 54"    |
| 6      | Bjorg Lambrecht (BEL)        | Lotto–Soudal          | + 4' 02"    |
| 7      | Aurélien Paret-Peintre (FRA) | AG2R La Mondiale      | + 4' 28"    |
| 8      | Niklas Eg (DEN)              | Trek–Segafredo        | + 4' 42"    |
| 9      | Quentin Jaurégui (FRA)       | AG2R La Mondiale      | + 5' 12"    |
| 10     | Artem Nych (RUS)             | Gazprom–RusVelo       | + 5' 41"    |

### Soutěž týmů
| Pořadí | Tým               | Čas         |
| ------ | ----------------- | ----------- |
| 1      | Bora–Hansgrohe    | 78h 52' 35" |
| 2      | UAE Team Emirates | + 35"       |
| 3      | Astana            | + 5' 46"    |
| 4      | AG2R La Mondiale  | + 5' 49"    |
| 5      | CCC Team          | + 8' 19"    |
| 6      | Team Sky          | + 8' 20"    |
| 7      | Mitchelton–Scott  | + 9' 52"    |
| 8      | Team Sunweb       | + 11' 14"   |
| 9      | Trek–Segafredo    | + 16' 41"   |
| 10     | Team Jumbo–Visma  | + 18' 53"   |